# 都倉昭二
都倉 昭二（とくら しょうじ、1933年（昭和8年）3月31日 - 2023年11月2日）は、日本の政治家。元山梨県都留市長（3期）。

## 来歴
山梨県出身。1951年、山梨県立谷村高等学校（のち山梨県立谷村工業高等学校、現・山梨県立都留興譲館高等学校）卒。1967年、都留市議会議員に初当選、4期務め、副議長、議長も務めた。1985年、都留市長選挙に立候補し初当選する。1989年に再選。1993年に三選。市長を3期務め、1997年に退任した。
2011年、旭日中綬章受章。2023年11月2日、老衰のため山梨県北杜市の病院で死去。叙正五位。